# Cuarny
Cuarny is een gemeente en plaats in het Zwitserse kanton Vaud, en maakt deel uit van het district Jura-Nord vaudois.
Cuarny telt 180 inwoners.

## Externe link

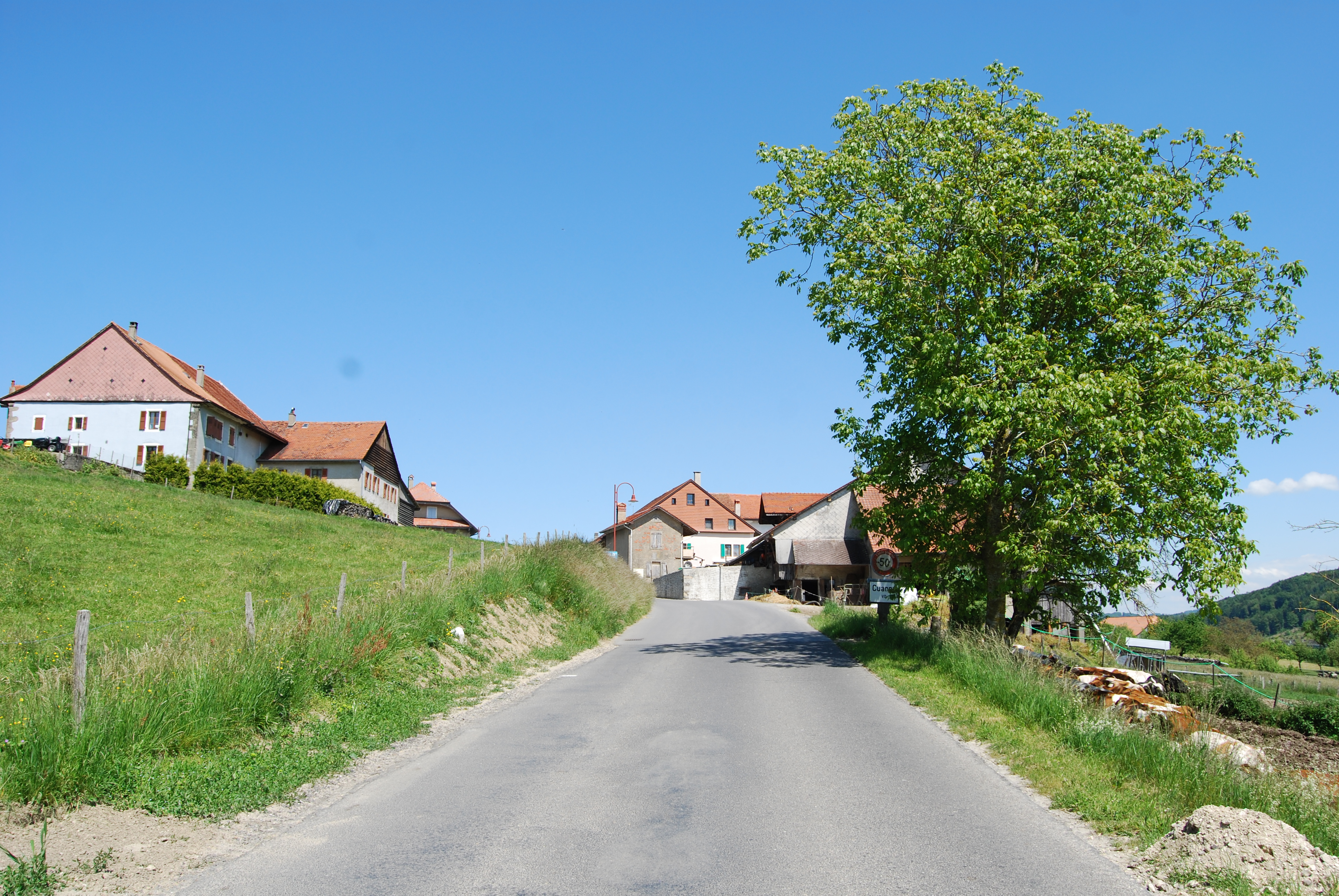
Cuarny